# Hazel Green (Kentucky)
Hazel Green – jednostka osadnicza w Stanach Zjednoczonych, w stanie Kentucky, w hrabstwie Wolfe.